# Colonia Cuauhtémoc, Delicias
Colonia Cuauhtémoc är en ort i Mexiko.   Den ligger i kommunen Delicias och delstaten Chihuahua, i den nordvästra delen av landet, 1 200 km nordväst om huvudstaden Mexico City. Colonia Cuauhtémoc ligger 1 163 meter över havet och antalet invånare är 260.
Terrängen runt Colonia Cuauhtémoc är platt åt sydväst, men åt nordost är den kuperad. Runt Colonia Cuauhtémoc är det glesbefolkat, med 9 invånare per kvadratkilometer. Närmaste större samhälle är Ciudad Delicias, 11,3 km sydväst om Colonia Cuauhtémoc. Omgivningarna runt Colonia Cuauhtémoc är i huvudsak ett öppet busklandskap.